# Sajid Liaqat
Sajid Liaqat (* 24. August 1985 in Deutschland) ist ein deutscher Cricketspieler. Er wurde für das Turnier der ICC World Cricket League Division Five 2017 in Südafrika in die deutsche Mannschaft berufen und spielte am 3. September 2017 im Auftaktspiel gegen Ghana. Bei dem Turnier erzielte er mit sieben Wickets in fünf Spielen die meisten Wickets für Deutschland.
Im Mai 2019 wurde er für eine Serie der deutschen Twenty20 International (T20I) Mannschaft gegen Belgien berufen, die die ersten T20Is, der deutschen Cricket-Mannschaft waren. Sein T20I-Debüt fand während der Serie am 11. Mai 2019 statt.
National spielt er für den Havelländischen Cricket Club Werder.